# Paracyclops canadensis
Paracyclops canadensis – gatunek widłonoga z rodziny Cyclopidae. Opisał go w 1934 roku brytyjski zoolog Arthur Willey, nadając mu nazwę Cyclops affinis canadensis.